# Dicterias atrosanguinea
Dicterias atrosanguinea – gatunek ważki z rodziny Dicteriadidae; jedyny przedstawiciel rodzaju Dicterias. Występuje w brazylijskiej Amazonii.